# 코르도바의 기적
코르도바의 기적(독일어: Das Wunder von Córdoba)은 1978년 6월 21일, 아르헨티나의 코르도바에서 열린 디펜딩 챔피언 서독과 오스트리아 간의 1978년 FIFA 월드컵 2차 조별 리그 경기이다.
이 경기는 패배한 독일 측에서는 코르도바의 치욕(독일어: Die Schmach von Córdoba)라고도 불리는 경기이며, 오스트리아 국가대표팀 팬들 사이에서는 47년만에 처음으로 독일(서독 분단 기간 포함)을 꺾은 경기로 회자된다. 1938년 봄, 오스트리아가 나치 독일과의 병합으로 인해 선수들이 독일 국가대표팀에서 활약한 적이 있었는데, 당시 독일은 1938년 FIFA 월드컵의 1라운드에서 탈락하며 역대 최악의 성적을 냈다.

## 경기 전
1차 조별 리그에서 오스트리아는 브라질과의 최종전에서 패하였으나, 브라질을 제치고 깜짝 조 1위를 차지하였다. 상대적으로 불운했던 서독은 두 차례의 무득점 무승부를 거둔 후 조 2위를 차지하였다. 서독은 1974년 FIFA 월드컵에서 우승을 경험했던 선수들을 몇 명 보유하고 있었으나, 나머지 대부분은 독일 축구 협회 (DFB) 수뇌부와 당시 62세로 대회 후 은퇴할 헬무트 쇤 감독의 구시대적 발상에 불만을 가지면서 국가대표팀에서 은퇴하였다.
2차 조별 리그에서, 오스트리아는 네덜란드(1-5)와 이탈리아(0-1)에게 2경기 연속으로 패하였고, 최종전을 치르기 전에 벌써 탈락을 확정지었다. 서독은 네덜란드(1974년 결승전 상대)와 이탈리아(1970년, 세기의 경기라 불리는 준결승전의 상대)를 상대하여 차례로 비겼다.
최종전은 서독과 이탈리아의 상대 전적을 통해 결승전 진출 가능성이 남아 있었다. 동시에 치루어지는 두 경기(모두 현지 시각으로 13:45에 시작)가 모두 무승부(조별 리그처럼 연장전이나 승부차기가 없음)로 끝날 경우, 네덜란드가 결승전으로 진출하고 이탈리아가 3위 결정전에 진출하게 되었을 것이다. 네덜란드와 이탈리아가 비기고 서독이 오스트리아를 상대로 5점차 이상의 승리를 거둘 경우, 서독이 결승전에 진출할 수 있었다. 그리고, 네덜란드-이탈리아 경기에서 승자가 갈릴 경우, 이 중 이탈리아의 패배나 무승부에, 서독은 여전히 오스트리아를 이기면서 3위 결정전 진출이 가능할 수 있었다.
2차 조별 리그 A조
| 팀         | 전 | 승 | 무 | 패 | 득 | 실 | 차 | 점 |
| ---------- | -- | -- | -- | -- | -- | -- | -- | -- |
| 네덜란드   | 2  | 1  | 1  | 0  | 7  | 3  | +4 | 3  |
| 이탈리아   | 2  | 1  | 1  | 0  | 1  | 0  | +1 | 3  |
| 서독       | 2  | 0  | 2  | 0  | 2  | 2  | 0  | 2  |
| 오스트리아 | 2  | 0  | 0  | 2  | 1  | 6  | −5 | 0  |

A조 최종전
| 오스트리아 | v | 서독 |
| ---------- | - | ---- |
|            |   |      |

| 이탈리아 | v | 네덜란드 |
| -------- | - | -------- |
|          |   |          |

## 경기 요약
두 경기에서 첫 골이 동시에 터져나왔는데, 칼-하인츠 루메니게가 서독의 선제골을 넣었고, 네덜란드의 브란츠가 자책골로 이탈리아에게 리드를 내주었다. 네덜란드가 49분에 동점골을 넣을 와중에, 서독은 결승전까지 아직 4골이 더 필요한 상황이었다. 이후 베르티 포크츠가 59분에 아군 골네트에 골을 박았다. 한스 크랑클은 이후 오스트리아가 리드하는 골을 삽입하였으나, 몇분 후에 베언트 횔첸바인이 승부를 원점으로 돌려놓았다. 네덜란드가 76분에 경기의 결승골을 터뜨릴 와중에, 서독은 이탈리아에서 4-4에 2-2로 다득점에서 앞서 조 2위에 랭크되어 있었다. 서독은 3위 결정전을 대비할 수도 있었으나, 크랑클이 87분에 오스트리아에 3-2 리드를 가져다주는 득점을 성공시켰다. 서독은 남은 시간동안 득점하는데 실패하였으며, 경기 종료 후, 이미 탈락이 확정된 오스트리아와 함께 비행기에 오를 수 밖에 없었다.
에디 핑어의 막판 몇분간의 해설 중 크랑클 득점 상황의 해설 ("Tor! Tor! Tor! Tor! Tor! Tor! I wer' narrisch!") 은 대부분의 오스트리아인들과 독일인들에게 각인되었으며, 라디오와 텔레비전 소재로 반복되어 쓰이고 있다. 코르도바는 월드컵 결승전이 열리지 않았으나, 핑어의 해설은 오스트리아 방송 문화에서 헤어베어트 치머만이 독일과 헝가리 간의 베른의 기적이라 불리는 1954년 FIFA 월드컵 결승전 해설과 견주된다.
핑어의 해설은 다음과 같이 해석된다:

크랑클이 박스 안에 있습니다. 슛! 골! 골! 골! 골! 골! 골! 저는 제정신이 아닌 것 같습니다! 크랑클이 득점했습니다. 오스트리아가 3-2로 앞서나갑니다! 숙녀 신사 여러분, 우리 모두 옆사람을 포옹하고 있습니다, 리펠, 제 동료, 공학자 포슈, 우리는 키스를 나누고 있습니다 ... 오스트리아가 크랑클의 환상적인 골로 3-2로 앞섭니다. 그는 모두를 제쳤습니다. 잠깐, 잠깐 여기서 우리는 와인 한잔을 따를 수도 있을 것 같습니다. 이것이 바로 여러분이 보셨어야 할 광경입니다. 저는 남미 관중 사이 여기에 서 있습니다. 우리는 모두를 이긴 것 같습니다! 하지만 독일이 역습합니다, 조심해야 합니다, 다시 문전을 향해 접근합니다. 공이 왼쪽에 페체이 쪽으로, 페체이로, 그러나, 좌절하면 안됩니다, 꼿꼿이 버텨야 합니다! 종료 2분을 남겨 놓고 있습니다, 공을 오스트리아가 가져갔습니다, 흘려서는 안됩니다. 박스 안쪽으로 크로스, 크로이츠가 잡아냅니다!
독일이 전원공격을 감행합니다. 독일의 기회! 흠? 벗어납니다! 오, 아브람치크, 저는 아브람치크에게 키스라도 하고 싶습니다. 그는 우리를 도왔습니다 -- 혼자 문전에서. 용감한 아브람치크는 슛을 멀리 날렸습니다. 안쓰러운 청년. 30초 남았습니다. 오스트리아가 3-2로 앞섭니다. 47년만에, 숙녀 신사 여러분, 오스트리아 국가대표팀, 그러나, 놀라운 팀, 현재의 월드 클래스 팀인, 연방 공화국을 상대로 3-2로 앞서나가고 있습니다. 저는 더 이상 보기 두렵습니다. 공을 밖으로 걷어냅니다. 이스라엘의 아브라함 클레인 주심, 오늘 훌륭하게 경기를 맡았습니다, 현재 이 일이 쉬운 일은 아닙니다만, 현재까지 훌륭한 활약을 했습니다. 45분, 또다시 공을 독일이 잡았고, 프로하스카가 걷어냈습니다. 경기 끝났습니다! 끝났습니다, 종료 끝났습니다, 끝났습니다! 독일이 패하였습니다, 신사 숙녀 여러분, 47년 만에 오스트리아가 독일을 이겼습니다.

## 경기 상세 정보
| 오스트리아                           | 3 - 2  | 서독                        |
| ------------------------------------ | ------ | --------------------------- |
| 포크츠 59′ (자책골) · 크랑클 66′ 87′ | 리포트 | 루메니게 19′ · 횔첸바인 68′ |

| 오스트리아 | 서독 |

| GK                | 1  | 프리드리히 콘칠리아       |             |
| DF                | 2  | 로베르트 자라 (주장)      | Yellow card |
| DF                | 3  | 에리히 오버마이어         |             |
| DF                | 5  | 브루노 페체이             |             |
| DF                | 14 | 하인리히 스트라서         |             |
| MF                | 7  | 요제프 히커스베르거       |             |
| MF                | 8  | 헤르베르트 프로하스카     | Yellow card |
| MF                | 12 | 에두아트 크리거           |             |
| FW                | 9  | 한스 크랑클               |             |
| FW                | 10 | 빌헬름 크로이츠           |             |
| FW                | 18 | 발터 샤흐너               | 71′         |
| 교체 선수:        |    |                           |             |
| DF                | 4  | 게르하르트 브라이텐베어거 |             |
| MF                | 6  | 롤란트 하텐베어거         |             |
| MF                | 11 | 쿠르트 야라               |             |
| MF                | 13 | 귄터 하피히               |             |
| DF                | 15 | 헤리베르트 베버           |             |
| DF                | 16 | 페터 페어지디스           |             |
| FW                | 17 | 프란츠 오버라허           | 71′         |
| FW                | 19 | 한스 피어크너             |             |
| MF                | 20 | 에른스트 바우마이스터     |             |
| GK                | 21 | 에르빈 푸흐스비흘러       |             |
| GK                | 22 | 후베르트 바움가어트너     |             |
| 감독:             |    |                           |             |
| 헬무트 제네코비치 |    |                           |             |

| GK         | 1  | 제프 마이어            |             |
| DF         | 2  | 베르티 포크츠 (주장)   |             |
| DF         | 3  | 베르나르트 디츠        |             |
| DF         | 4  | 롤프 뤼스만            |             |
| DF         | 5  | 만프레트 칼츠          |             |
| MF         | 6  | 라이너 본호프          |             |
| MF         | 15 | 에리히 베어            | 45′         |
| MF         | 17 | 베언트 횔첸바인        |             |
| FW         | 7  | 뤼디거 아브람치크      | Yellow card |
| FW         | 11 | 칼-하인츠 루메니게     |             |
| FW         | 14 | 디터 뮐러              | 60′         |
| 교체 선수: |    |                        |             |
| DF         | 8  | 헤어베어트 치머만      |             |
| FW         | 9  | 클라우스 피셔          | 60′         |
| MF         | 10 | 하인츠 플로헤          |             |
| DF         | 12 | 한스-게오크 슈바첸베크 |             |
| DF         | 13 | 하랄트 코노프카        |             |
| MF         | 16 | 베언하트 쿨만          |             |
| MF         | 18 | 게어트 체베            |             |
| FW         | 19 | 로날트 보엄            |             |
| MF         | 20 | 한지 뮐러              | 45′         |
| GK         | 21 | 루돌프 카어구스        |             |
| GK         | 22 | 디터 부어덴스키        |             |
| 감독:      |    |                        |             |
| 헬무트 쇤  |    |                        |             |

## 경기 후
서독 팬들은 1978년 대표팀의 태도와 성과에 대해 다음 라운드 진출에 무의미한 경기임에도 불구하고 이웃나라와 거칠게 붙은 오스트리아와 견주면서 실망을 표출하였다. 자주 해설되는 핑어의 해설은 상처 난 데에 소금을 끼얹었는데, 그의 어록 "저는 제정신이 아닌 것 같습니다!" ("I wer' narrisch!")는 마케팅이나 공익 광고 등에 자주 쓰인다.
서독은 유프 데어발을 대회 후 신임 사령탑으로 내정하였고, UEFA 유로 1980에서 우승하였다. 이후 1982년에 스페인에서 열린 다음 월드컵에서, 서독과 오스트리아는 히혼의 조별 리그 최종전에서 재회하였다. 이번에, 서독이 탈락을 면할 차례였는데, 서독의 1, 2골차 승리를 거두면 두 팀 모두 서독을 1차전에서 2-1로 이긴 알제리를 제치고 2차 조별 리그에 진출할 수 있었다. 서독은 초반에 득점을 성공 시킨 후, 1978년 경기와는 대조되게 오스트리아와 함께 경기가 끝날때까지 무의미한 공돌리기만 하였고, 전세계적으로 야유와 디스를 받았다. 이 경기는 훗날 "히혼의 불가침 조약" (Nichtangriffspakt von Gijón)으로 불리게 되었다.
1982년 경기 이래 독일은 4차례 월드컵 결승전에 진출하였는데, 이에 대조되게 오스트리아는 두번 더 월드컵에 진출하는데 그쳤으며 (1990년, 1998년) 이마저도 조별 리그에서 탈락하였다. 오스트리아는 스위스와 공동 개최한 UEFA 유로 2008에서 현재의 통일된 독일을 상대하였다. 이 경기에서 독일은 오스트리아를 1-0으로 이겨 공동 개최국을 탈락시키고 다음 라운드에 진출하였다.
2008년 5월 16일, 유로 2008의 오스트리아-독일 경기를 딱 한달 앞두고, 스위스의 행위 예술가인 마시모 풀랑은 라피트 빈 홈구장의 2,500명 관중 앞에서 1978년 월드컵의 1인 재현을 하였다. 풀랑은 한스 크랑클의 경기 활약상과, 골 세레머니를 연기하였고, 에디 핑어의 아들이 그의 아버지가 당시 했던 유명한 경기 멘트를 하였다.

## 같이 보기
- 독일의 FIFA 월드컵 성적